# Pi Orionis

Gwiazdy Pi Orionis leżą w zachodniej części gwiazdozbioru

Pi Orionis (π Ori) – grupa słabo widocznych gwiazd w gwiazdozbiorze Oriona, tworząca asteryzm zwany Tarczą Oriona.
Takie oznaczenie grupy gwiazd jest wyjątkiem w przypadku oznaczenia Bayera, gdzie gwiazdy mogą mieć to samo oznaczenie, ale jeżeli są blisko siebie; tutaj odległość pomiędzy π1 a π6 wynosi prawie 9°.
- π1 Ori (7 Orionis)
- π2 Ori (2 Orionis)
- π3 Ori (1 Orionis)
- π4 Ori (3 Orionis)
- π5 Ori (8 Orionis, tworzy układ wizualnie podwójny z 5 Orionis)
- π6 Ori (10 Orionis)